# 2173 Maresjev
A 2173 Maresjev (ideiglenes jelöléssel 1974 QG1) a Naprendszer kisbolygóövében található aszteroida. Ljudmila Zsuravljova fedezte fel 1974. augusztus 22-én.